# Банська Бистриця
Ба́нська Би́стриця (словац. Banská Bystrica, угор. Besztercebánya, нім. Neusohl) — місто, адмінцентр Банськобистрицького краю, центральна Словаччина; на річці Грон. Станом на 1 січня 2009 населення 79 197 осіб.
У 2000-х роках — один з академічних центрів дослідження військової історії УПА.

## Історія

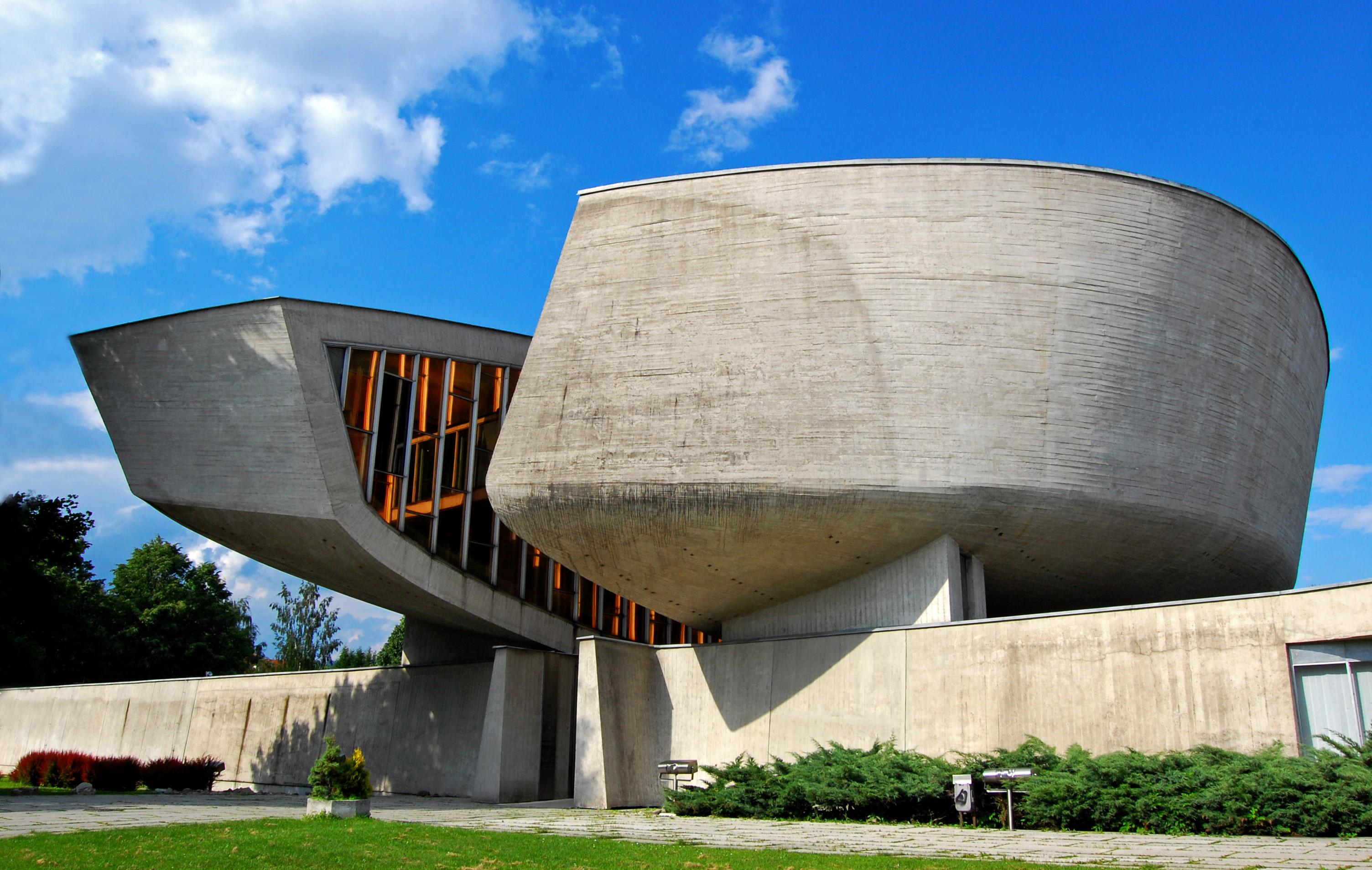
Музей Словацького повстання

Спочатку Банська Бистриця була невеликим селом. У XIII столітті сюди переселилися декілька десятків сімей німецьких колоністів.
1255 угорський король Бела IV надав поселенню статус міста. У середньовіччя місто — важливий промисловий і торговий центр Угорського королівства.
У повоєнні часи Банська Бистриця — ключовий топос радянського міфу про антинімецьку налаштованість словаків під час Другої світової війни. Підстава — у серпні 1944 в місті перебували керівники Антиурядового заколоту, який мав на меті змінити німецьку орієнтацію словацької держави. В результаті місто перейшло під контроль німецької військової адміністрації, яку лише 26 березня 1945 замінив окупаційний режим сталінських та румунських військ.

## Географія
Протікає Малаховський потік.

## Населення
| Рік:            | 1994.  | 2004.   | 2014.   | 2024.   |
| --------------- | ------ | ------- | ------- | ------- |
| Кількість осіб: | 84 741 | 81 704  | 79 027  | 73 533  |
| Різниця:        |        | -3,58 % | -3,27 % | -6,95 % |

| Рік:            | 2023.  | 2024.   |
| --------------- | ------ | ------- |
| Кількість осіб: | 74 065 | 73 533  |
| Різниця:        |        | -0,71 % |

| Рік  | Чисельність | Чисельність |
| ---- | ----------- | ----------- |
| 1720 | 2646        |             |
| 1780 | 4988        |             |
| 1869 | 5950        |             |
| 1918 | 10 776      |             |

| Рік  | Чисельність | Чисельність |
| ---- | ----------- | ----------- |
| 1950 | 22 651      |             |
| 1980 | 62 923      |             |
| 1991 | 83 696      |             |
| 2001 | 83 056      |             |

| Рік  | Чисельність | Чисельність |
| ---- | ----------- | ----------- |
| 2008 | 79 670      |             |
| 2016 | 78 635      |             |
| 2017 | 78 484      | [ 10 ]      |
| 2018 | 78 327      | [ 11 ]      |

| Рік  | Чисельність | Чисельність |
| ---- | ----------- | ----------- |
| 2020 | 77 719      |             |
| 2021 | 76 018      | [ 12 ]      |

| Рік  | Чисельність | Чисельність |
| ---- | ----------- | ----------- |
| 1720 | 2646        |             |
| 1780 | 4988        |             |
| 1869 | 5950        |             |
| 1918 | 10 776      |             |

| Рік  | Чисельність | Чисельність |
| ---- | ----------- | ----------- |
| 1950 | 22 651      |             |
| 1980 | 62 923      |             |
| 1991 | 83 696      |             |
| 2001 | 83 056      |             |

| Рік  | Чисельність | Чисельність |
| ---- | ----------- | ----------- |
| 2008 | 79 670      |             |
| 2016 | 78 635      |             |
| 2017 | 78 484      | [ 10 ]      |
| 2018 | 78 327      | [ 11 ]      |

| Рік  | Чисельність | Чисельність |
| ---- | ----------- | ----------- |
| 2020 | 77 719      |             |
| 2021 | 76 018      | [ 12 ]      |

## Освіта
1992 засновано Університет Матея Бела, де проводяться спеціалізовані студії про терористичну діяльність спецслужб Радянського Союзу. Також Академія мистецтв та філія Словацького медичного університету.

## Культура
У місті працює чотири театри, старовинний Музей центральної Словаччини (заснований 1889) та багатий на військові експонати Музей Словацького повстання.

## Відомі люди
Тут народились:
- футболіст Марек Гамшик;
- поет Людовіт Желло;
- композитор Ян Циккер.